# 鶫真衣
鶫 真衣（つぐみ まい、1987年10月5日 - ）は陸上自衛官（3等陸曹）で、陸上自衛隊初の声楽要員として入隊したソプラノ歌手。
現在は防衛大臣直轄部隊である陸上自衛隊中央音楽隊に配属。
2024年11月28日、石川県観光大使に就任。

## 経歴
石川県金沢市出身。石川県立金沢辰巳丘高等学校芸術コース音楽専攻、国立音楽大学音楽学部演奏学科声楽専修卒業。洗足学園音楽大学大学院音楽研究科声楽専攻修了。
これまでに声楽を串田淑子、澤畑恵美、中村智子、ウーヴェ・ハイルマン各氏に師事。南日本音楽コンクール優秀賞、若き音楽家のためのコンクール最優秀賞、フレッシュコンサート最優秀賞と審査員グランプリ賞をはじめ数多くのコンクールに入賞。
2014年４月、松永美智子とともに陸上自衛隊で初となる声楽要員として入隊。朝霞駐屯地（東京都練馬区）で基礎訓練を受けた後、同年10月に中部方面音楽隊（兵庫県伊丹市）に配属された。音楽隊の定期演奏会をはじめ、日本武道館での自衛隊音楽まつりやプロ野球開幕戦での国歌独唱など数多くの演奏会に出演。またメディアでは、日本テレビ系列「真相報道バンキシャ」にて自身の特集が放送されるなど陸上自衛隊の歌姫として幅広く活動している。
2016年12月、ブレーンミュージックよりリリースされた陸自中部方面音楽隊のアルバムCD『万葉賛歌』のレコーディングに参加。このCDが鶫のデビュー盤となる。
2018年6月、日本コロムビアより “陸上自衛隊の歌姫 鶫真衣を擁する陸上自衛隊中部方面音楽隊のメジャーデビューアルバム” として、 “いのちの大切さ” に沿って選んだカバー（椎名林檎「NIPPON」、絢香「I Believe」、秦基博「ひまわりの約束」、supercell「君の知らない物語」、さだまさし「いのちの理由」など）11曲に、鶫自身が作詞したオリジナル曲「いのちの音」を収録したCD『いのちの音』がリリースされた。このアルバムは鶫のソプラノを全編にわたってフィーチャーしたアルバムで、自衛隊の音楽隊がボーカルを主軸としたアルバムを制作したのは、海上自衛隊の三宅由佳莉に次いで2例目で、鶫は自衛隊で2人目のCD歌手となった。
2018年10月14日、「平成30年度第65回中央観閲式」で国旗掲揚に際し国歌独唱を行った。
2018年12月23日、2019年11月17日、2020年11月22日、NHK BSプレミアムで放送の「新・BS日本の歌」に出演した。
2022年3月14日付で中央音楽隊へ異動。

## ディスコグラフィー

### 日本コロムビア

#### 陸上自衛隊中部方面音楽隊 鶫 真衣
- 2018年6月27日発売、アルバム『いのちの音』
  - ソプラノ：鶫 真衣　指揮：柴田昌宜
  - DVD「いのちの音 Music Video」附属
    - タイトルチューンは鶫自身の作詞によるオリジナル曲
    - 7月9日付のオリコン週間アルバムランキングのクラシック部門で初登場1位を記録[18]
- 2019年5月29日発売、アルバム『ハレオト～こころが晴れるうた』
  - ソプラノ：鶫 真衣　指揮：柴田昌宜
    - 鶫真衣作詞、柴田昌宜作曲のオリジナル曲「まぁるく」を収録[19]。
- 2020年5月1日発売、配信限定シングル『組曲「Ray of Water」 第三楽章 Journey to Harmony(シングルバージョン)』[20]
  - ソプラノ：鶫 真衣　指揮：柴田昌宜
  - 配信限定
- 2020年6月3日発売、アルバム『そして、未来へ』
  - ソプラノ：鶫 真衣　指揮：柴田昌宜
  - DVDミュージックビデオ附属
    - タイトルチューンは鶫自身の作詞によるオリジナル曲

- 2021年9月22日発売、アルバム『Great Harmony〜いま大いなる和のもとに〜』
  - ソプラノ：鶫 真衣　指揮：柴田昌宜
    - 2018年陸上自衛隊中部方面音楽隊委嘱作品「はじまりの島（作詞：鶫 真衣）」を収録。
- 2022年2月23日発売、アルバム『ふるさと〜鶫真衣 童謡・唱歌をうたう with オーケストラ・アンサンブル金沢』
  - ソプラノ：鶫 真衣　指揮：柴田昌宜　⼆胡：李 彩霞（5,6,8,12）
  - オーケストラ・アンサンブル金沢　陸上自衛隊中部方面音楽隊
    - 録音：2021年12月7、8日 石川県立音楽堂コンサートホール

#### 陸上自衛隊中央音楽隊 鶫 真衣
- 2023年12月27日発売、配信限定シングル「東京ブギウギ」（ハイレゾ配信）
  - 指揮：志賀亨　ソプラノ：鶫真衣

- 2024年7月6日発売、配信限定シングル「一本の鉛筆」（ハイレゾ配信）
  - 指揮：柴田昌宜　ソプラノ：鶫真衣

[出典:]

### ブレーンミュージック
- 2016年12月16日発売、CDアルバム『ソプラノと吹奏楽のための万葉讃歌』陸上自衛隊中部方面音楽隊[22]
  - 指揮：隊長 2等陸佐 樋口孝博　副隊長 1等陸尉 星野英裕　ソプラノ：陸士長 鶫 真衣
- 2019年7月19日発売、CDアルバム『千年のいのち-さくらのうた』鶫 真衣、陸上自衛隊中部方面音楽隊、指揮 柴田昌宜[23]
  - ソプラノ：3等陸曹 鶫 真衣　指揮：隊長 ３等陸佐 柴田昌宜
  - 6曲入りのミニアルバム。ボーナストラック（7曲目）に鶫のナレーションによるウインドバンド・ストーリーズ「となりのトトロ」（平成30年9月22日「ファミリーコンサート2018」東リ いたみホールでのライブ音源）を収録。

### 松永 美智子
松永 美智子（まつなが みちこ）は日本の元陸上自衛官で、2014年４月、鶫とともに陸上自衛隊初の声楽要員として入隊。同年10月、中央音楽隊へ配属されVocal（ソプラノ）を担当。配属直後から中央音楽隊の”初代歌姫”として、国内はもとより数々の海外での演奏任務にも従事した。2022年に退職（最終階級：3等陸曹）。

### 映像
- 陸自の歌姫 美しき戦士の歌声 鶫真衣1等陸士